# Cerimônia de encerramento dos Jogos Olímpicos de Verão de 2024
A cerimônia de encerramento dos Jogos Olímpicos de Verão de 2024 ocorreu na noite de 11 de agosto de 2024 no Stade de France, em Saint-Denis, na França, sendo o único evento a acontecer no principal estádio dos Jogos Olímpicos.

## Procedimentos
Com o tema "Records", aconteceu uma apresentação cultural com mais de 100 artistas, incluindo acrobatas, dançarinos e integrantes de circo. Assim como na cerimônia de abertura, o evento se alternou entre cenas ao vivo e pré-gravadas.

### O pouso do vôo
Ao contrário de edições anteriores, a pira olímpica, que esteve representada por um balão, foi apagada já no começo do evento e a chama olímpica foi guardada dentro de uma lamparina, sendo carregada pelo nadador Léon Marchand, que deixou os Jardins das Tulherias e seguiu em direção ao Stade de France. Antes disso, a cerimônia se iniciou com uma apresentação de Zaho de Sagazan, que interpretou a canção Sous le ciel de Paris, acompanhada de um coral local.

### Partes protocolares
Continuando a festa, a Orquestra Nacional da França comandou o show dentro do Stade de France, com os porta-bandeiras entrando primeiro e na sequência todos os atletas reunidos. Após a entrada dos atletas, houve a execução do hino nacional da França e na sequência a premiação da maratona, que pela primeira vez contou apenas com mulheres. Coube a Sifan Hassan receber a última medalha de ouro das Olimpíadas, tendo a bandeira dos Países Baixos hasteada, acompanhada das bandeiras de Quénia e Etiópia. Logo após, foi ao ar um vídeo reunindo os melhores momentos das competições.

### Atenas, berço das Olimpíadas modernas

Anéis olímpicos no centro do Stade de France durante um dos segmentos da Cerimônia de Encerramento

Um homem dourado surge no céu, trazendo uma mensagem do futuro e carregando a bandeira olímpica. Além disso, o mascarado reaparece de novo, mas carregando a bandeira da Grécia, junto de uma amazona, fixando ela no solo, fazendo a transição dos jogos da era morderna. Logo depois, as argolas olímpicas são formadas no centro do estádio, acompanhadas de um grupo de dançarinos. O bloco se encerra com a execução do Hino Olímpico. A banda francesa Phoenix realizou as apresentações musicais desse bloco.

### Apresentação de Los Angeles 2028
A produção ficou por conta de Ben Winston, proprietário do Fulwell 73. H.E.R. entoa o hino nacional dos Estados Unidos após a tradicional cerimônia de passagem da bandeira olímpica entre a prefeita de Paris e a de Los Angeles. Tom Cruise aparece no topo do Stade de France e pula em direção ao público, sendo recepcionado pelos atletas, fazendo uma referência ao seu clássico filme Missão Impossível. Ele recebe a bandeira olímpica das mãos da prefeita de Los Angeles, Karen Bass, e da ginasta multimedalhista Simone Biles e carrega ela em sua moto, passeando pelo estádio. Logo depois, Cruise passeia pelas ruas de Paris e sobrevoa em direção aos Estados Unidos, passando por uma região montanhosa, chegando a modificar o letreiro de Hollywood para inserir os anéis olímpicos, até chegar em Los Angeles, ainda carregando a bandeira olímpica e leva alguns competidores americanos para um evento montado na Venice Beach. Por lá, Red Hot Chilli Peppers, Snoop Dogg, Dr. Dre e Billie Eilish realizam um mega show, apresentando a cultura estadunidense com a parte musical do evento.

### Momentos finais
Todos os voluntários são homenageados por Thomas Bach, destacando também sobre ser as últimas olimpíadas ao seu comando, e por Tony Estanguet, presidente do Comitê Organizador dos Jogos Olímpicos e Paralímpicos de Paris, que declarou encerrado os Jogos Olímpicos de 2024. Após isso, León Marchand aparece com a chama olímpica na lamparina e acompanhando de cinco atletas, todos assopram o fogo olímpico. A cena é uma clara referência à cerimônia de encerramento dos Jogos Olímpicos de Verão de 2004. A festa é finalizada com a apresentação de Yseult, que interpretou a canção My Way, acompanhada da tradicional queima de fogos e na sequência, a bandeira da França é entregue a um grupo de paratletas, como uma espécie de passagem de bastão para os Jogos Paralímpicos de Verão.

## Parada das Nações

Porta-bandeiras do Reino Unido durante a festa

As bandeiras dos 205 CONs entraram em ordem estabelecida pelo alfabeto francês, com a Grécia abrindo os desfiles. Austrália e Estados Unidos foram o antepenúltimo e o penúltimo país a entrarem nos desfiles das bandeiras por serem as sedes dos Jogos Olímpicos de Verão de 2032 e 2028 e a França entrou por último.

## Autoridades participantes
- Thomas Bach, Presidente do COI
- Emmanuel Macron, Presidente da França; Brigitte Macron, Primeira-dama da França; Anne Hidalgo, Prefeita de Paris; e Tony Estanguet Presidente do Comitê Organizador dos Jogos Olímpicos e Paralímpicos de Paris (COJOP2024)
- Kamala Harris, Vice-presidente dos Estados Unidos e Presidente do Senado dos Estados Unidos; Douglas Emhoff, Segundo-cavalheiro dos Estados Unidos; Eleni Kounalakis, Tenente Governadora da Califórnia; Karen Bass, Prefeita de Los Angeles; Denise Campbell Bauer, Embaixadora dos EUA na França e em Mônaco; Laphonza Butler, Senadora dos Estados Unidos pela Califórnia; Robert Garcia, Representante dos Estados Unidos, 42º Distrito da Califórnia; Chaunté Lowe, membra do Conselho Presidencial de Esportes, Fitness e Nutrição, medalhista olímpica de bronze, Atletismo; Briana Scurry, medalhista olímpica de ouro e prata, Futebol; e Casey Wasserman, Presidente do Comitê Organizador Olímpico de Los Angeles
- Cho Hee-dae, Presidente do Supremo Tribunal da Coreia do Sul
- Sofia de Bourbon, Infante de Espanha
- Delcy Rodríguez, Vice-presidente da Venezuela

## Hinos Nacionais
- França: La Marseillaise por Orchestre Divertimento e Maîtrise de Fontainebleau
- Grécia: Imnos is tin Eleftherian pela Orquestra Nacional da França
- Países Baixos: Het Wilhelmus
- Hino Olímpico pela Orquestra Nacional da França
- Estados Unidos: The Star-Spangled Banner por H.E.R.[9]